# 제이 모어
제이 모어(Jay Mohr, 1970년 8월 23일 ~ )는 미국의 배우, 스탠드업 코미디언, 작가, 디스크 자키이다.

## 출연 작품

### 영화
- 제리 맥과이어 (1996)
- 웨딩 소나타 (1997)
- 수어사이드 킹 (1997, Suicide Kings)
- 폴리 (1998)
- 플래닝 하트 (1998)
- 스몰 솔저 (1998)
- 마피아 (1998)
- 고 (1999)
- 체리 폴스 (2000)
- 플루토 내쉬 (2002)
- 시몬 (2002)
- 아직 멀었어요? (2005)
- 스트리트 킹 (2008)
- 히어애프터 (2010)
- 더 인크레더블 버트 원더스톤 (2013)
- 에어 (2023)

### 텔레비전
- 새터데이 나이트 라이브 (1993-95)
- 웨스트 윙 (2004)
- 고스트 위스퍼러 (2006-08)